# Валтонен, Йорма
Йо́рма Ва́лтонен (фин. Jorma Valtonen; род. 22 декабря 1946, Турку) — финский хоккейный вратарь, позднее главный тренер и тренер вратарей.

## Биография
В чемпионатах Финляндии — 487 матчей. Чемпион Финляндии 1967, 1971 и 1973.
Играл в клубах:
- 1964—1966, 1978—1980 и 1981—1987 — ТПС (Турку),
- 1966—1967 — РУ-38[фин.] (Пори),
- 1967—1972 — «Эссят» (Пори),
- 1972—1974 — «Йокерит» (Хельсинки),
- 1974—1975 — ФоПС[фин.] (Форса),
- 1975—1977 — «Валь Гардена» (Италия),
- 1977—1978 — «Аллеге[итал.]» (Италия),
- 1980—1981 — «Мюнхен[нем.]» (ФРГ).

Участник Чемпионатов мира 1970, 1971, 1972, 1973, 1974, 1975, 1976, 1977 и 1979 (53 матча), Зимних Олимпийских игр 1972, 1980 и 1984 (12 матчей), розыгрыша Кубка Канады 1976 (запасной вратарь).
Лучший вратарь чемпионата мира 1972.
Главный тренер женской сборной Финляндии — неоднократного чемпиона Европы. Был тренером вратарей молодёжного состава ТПС.
С 2011 года тренер вратарей «Локомотива». В момент авиакатастрофы 7 сентября 2011 года остался в Ярославле тренировать молодёжную команду, по этой причине избежал гибели.